# Hwarang
Hwarang también conocido como Los Guerreros de Flor,  significando Guerreros de Casta Superior, o sea, Guerreros de Élite, era un grupo de hombres jóvenes de élite de Silla, un antiguo reino de Corea que duró hasta el siglo X. Había instituciones educativas, así como clubes sociales donde los miembros se reunían para todos los aspectos del estudio, originalmente para las artes y la cultura, así como las enseñanzas religiosas que provienen principalmente del budismo coreano. Fuentes chinas se refieren solo a la belleza física de los «Jóvenes de Flor». Originalmente, los Hwarang eran conocidos por su uso de maquillaje y decoraciones cosméticas y accesorios. La historia del Hwarang no fue ampliamente conocida hasta después de la liberación de 1945, después de lo cual el Hwarang se convirtió en una importancia simbólica.

### Wonhwa

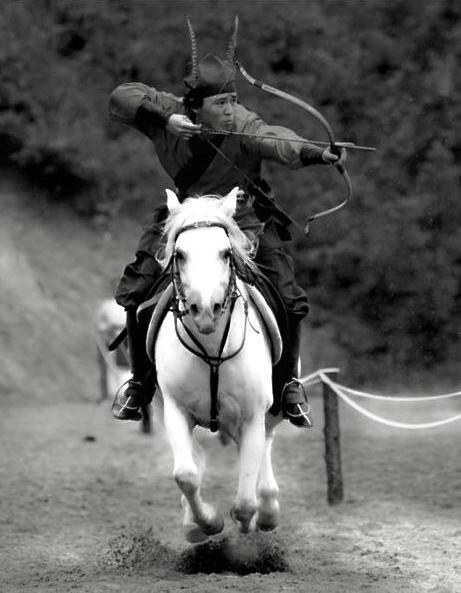
Representación moderna de un guerrero Hwarang

### Establecimiento

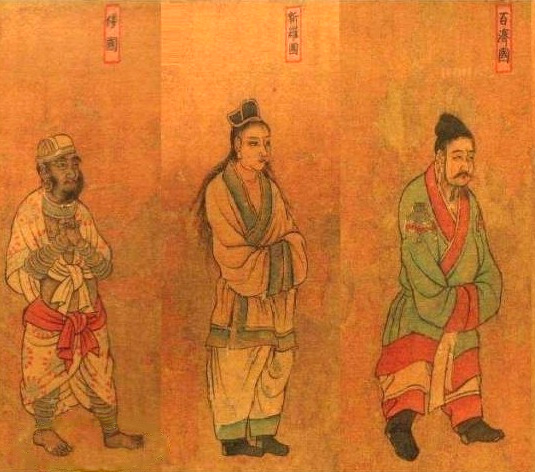
Damyeom-ripbón-wang-heedo (唐 閻立本 王 會 圖)., China. Enviados visitando al Emperador Tang. De izquierda a derecha: Wa (Japón), Silla, embajadores de Baekje.